# Communauté de communes de la Brie Nangissienne
La communauté de communes de la Brie Nangissienne est une communauté de communes française, située dans le département de Seine-et-Marne en région Île-de-France.

## Historique
La Communauté de communes de la Brie Nangissienne a été créée le 29 août 2005,.
Au regroupement initial de 10 communes viennent s'ajouter :
- Fontenailles en 2009.
- La Croix-en-Brie et Gastins en 2010 à la suite de la dissolution de la Communauté de communes de la Visandre.
- Quiers en 2012.
- Fontains au 1er janvier 2013.
- Verneuil-l'Étang (ex CC Brie Centrale) au 1er janvier 2017.
- Aubepierre-Ozouer-le-Repos, Bréau, La Chapelle-Gauthier et Mormant (ex CC de l'Yerres à l'Ancœur) au 1er janvier 2017[3].

## Territoire communautaire

### Géographie
L'intercommunalité est située entre Melun et Provins, à une soixantaine de kilomètres de Paris et comprend un territoire essentiellement rural.

### Composition
La communauté de communes est composée des 20 communes suivantes :

| Nom                        | Code Insee | Gentilé             | Superficie (km2) | Population (dernière pop. légale) | Densité (hab./km2) |
| -------------------------- | ---------- | ------------------- | ---------------- | --------------------------------- | ------------------ |
| Nangis (siège)             | 77327      | Nangissiens         | 24,16            | 8 883 (2022)                      | 368                |
| Aubepierre-Ozouer-le-Repos | 77010      | Albapétruciens      | 26,83            | 965 (2022)                        | 36                 |
| Bréau                      | 77052      | Bréautins           | 1,35             | 371 (2022)                        | 275                |
| La Chapelle-Gauthier       | 77086      | Chapellois          | 17,36            | 1 398 (2022)                      | 81                 |
| La Chapelle-Rablais        | 77089      | Capello-Rablaisiens | 15,44            | 907 (2022)                        | 59                 |
| Châteaubleau               | 77098      | Castelblotins       | 3,4              | 363 (2022)                        | 107                |
| Clos-Fontaine              | 77119      | Clos-Fontainois     | 5,97             | 235 (2022)                        | 39                 |
| La Croix-en-Brie           | 77147      | Crucibriards        | 29,43            | 672 (2022)                        | 23                 |
| Fontains                   | 77190      | Fontenois           | 14,36            | 261 (2022)                        | 18                 |
| Fontenailles               | 77191      | Fontenaillais       | 27,44            | 1 090 (2022)                      | 40                 |
| Gastins                    | 77201      | Gastinois           | 14,95            | 722 (2022)                        | 48                 |
| Grandpuits-Bailly-Carrois  | 77211      |                     | 24,5             | 1 014 (2022)                      | 41                 |
| Mormant                    | 77317      | Mormantais          | 16,6             | 5 280 (2022)                      | 318                |
| Quiers                     | 77381      | Quierçois           | 11,91            | 652 (2022)                        | 55                 |
| Rampillon                  | 77383      | Rampillonnais       | 23,12            | 833 (2022)                        | 36                 |
| Saint-Just-en-Brie         | 77416      |                     | 7,36             | 264 (2022)                        | 36                 |
| Saint-Ouen-en-Brie         | 77428      | Audoniens           | 5,69             | 833 (2022)                        | 146                |
| Vanvillé                   | 77481      | Vanvilléens         | 7,53             | 186 (2022)                        | 25                 |
| Verneuil-l'Étang           | 77493      | Verneuillais        | 7,81             | 3 211 (2022)                      | 411                |
| Vieux-Champagne            | 77496      | Vieux-Champenois    | 8,89             | 190 (2022)                        | 21                 |

### Démographie
| 1968  | 1975   | 1982   | 1990   | 1999   | 2009   | 2014   |
| ----- | ------ | ------ | ------ | ------ | ------ | ------ |
| 8 954 | 10 528 | 11 644 | 13 488 | 14 578 | 15 853 | 16 789 |

## Organisation

### Siège
La communauté de communes a son siège à Nangis, 28 place Dupont-Perrot..

### Élus
La communauté d'agglomération est administrée par son Conseil communautaire, composé en 2017 de 42 conseillers municipaux représentant les 20 communes membres répartis en fonction de leur population..
Après les élections municipales de 2020, le conseil communautaire a élu Yannick Guillo, maire de Saint-Ouen-en-Brie, et ses 9 vice-présidents, qui sont : 
1. Jean-Jacques Brichet, maire de Grandpuits-Bailly-Carrois, délégué aux finances et ressources humaines ;
2. Sébastien Dromigny, maire de Saint-Just-en-Brie, délégué à la santé et au sport ;
3. Alban Lanselle, conseiller municipal à Nangis, délégué au développement économique, à l'emploi, à l'insertion et au tourisme ;
4. Pierre-Yves Nicot, maire de Mormant, délégué à l'aménagement du territoire, et au transport ;
5. Christian Cibier, maire de Verneuil-l'Étang, délégué aux travaux et à l'accessibilité ;
6. Ghislaine Harscoët, maire de Fontenailles, déléguée au patrimoine et au développement culturel ;
7. Farid Mébarki, maire de La Capelle-Gauthier, délégué à la petite enfance et à l'enfance ;
8. Jean-Marc Desplats, maire de Châteaubleau, délégué au cadre de vie et à l'environnement ;
9. Gilbert Leconte, maire de Clos-Fontaine, délégué à la communication et à la promotion du territoire[6].

Les communes ne disposant pas de la présidence ou d'une vice-présidence sont également représentées au bureau communautaire, qui est l'exécutif de l'intercommunalité pour le mandat 2020-2026.

### Liste des présidents
| Liste des présidents          | Liste des présidents | Liste des présidents | Liste des présidents |
| Période                       | identité             | Étiquette            | ville                |
| ----------------------------- | -------------------- | -------------------- | -------------------- |
| 2006-2020                     | Gilbert Leconte      | DVD                  | Clos-Fontaine        |
| 2020-encore en fonction(2025) | Yannick Guillo       | SE                   | Saint-Ouen-en-Brie   |

### Compétences
L'intercommunalité exerce les compétences qui lui ont été déléguées par les communes membres, dans les conditions déterminées par le code général des collectivités territoriales. Il s'agit de :
- aménagement de l’espace ;
- développement économique ;
- protection et mise en valeur de l’environnement ;
- politique du logement et du cadre de vie ;
- création, aménagement et entretient de la voirie ;
- équipements socio-éducatifs ;
- transports ;
- culture et sports ;
- gens du voyage
- santé.

### Régime fiscal et budget
La Communauté de communes est un établissement public de coopération intercommunale à fiscalité propre.
Afin de financer l'exercice de ses compétences, l'intercommunalité perçoit la fiscalité professionnelle unique (FPU) – qui a succédé à la taxe professionnelle unique (TPU) – et assure une péréquation de ressources entre les communes résidentielles et celles dotées de zones d'activité. 
Elle perçoit également une taxe d'enlèvement des ordures ménagères (TEOM), qui finance le fonctionnement de ce service public et une dotation globale de fonctionnement (DGF) bonifiée..